# De dierentuin
De dierentuin is de tweede single van Dimitri van Toren. Het is afkomstig van zijn album Tussen hemel en aarde.
In het zelf geschreven De dierentuin roept Van Toren mensen op om met hem de dierentuin te bezoeken. De dieren moeten dan wel hun kooi uitkomen, dan zij ook vrij te bewegen (volgens inzicht van de jaren zestig). Elektrische clown was eveneens een liedje van Van Toren. Van Toren beschrijft hierin, dat hij lollig gaat doen, als men hem “aan zet”.
De arrangementen waren van Wolfgang Geri, pianist en dirigent uit Duitsland, die daarvoor had gewerkt met Erich Hermann en later met Conny Vandenbos en Mieke Telkamp.
De dierentuin werd geen hit.